# Symmoriida

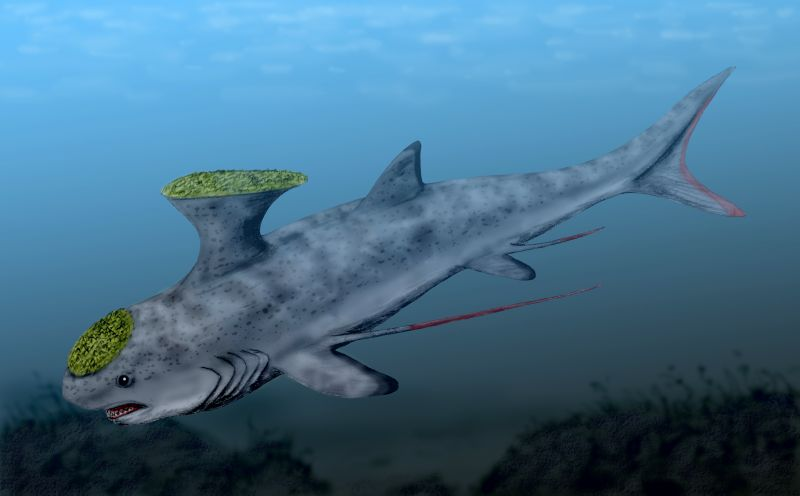
Stethacanthus

Symmoriida (Zangerl, 1981) è un ordine estinto di squali. Conteneva tre famiglie: i Symmoriidae, i Falcatidae e gli Stethacanthidae.